# Sark
Sark (francouzsky: Sercq, sarkézsky: Sèr) je malý ostrov, který je součástí Normanských ostrovů v Lamanšském průlivu a který spadá pod Guernsey. Zabírá plochu 5,45 km2 a žije zde přibližně 600 obyvatel, kteří se živí nejen turistickým ruchem. Mluvilo se zde nářečím francouzštiny zvaným sarkézština, nyní převládá angličtina.
Funguje zde lodní spojení s ostrovem Guernsey. Na ostrově nejsou žádné automobily a místní obyvatelé se všude dopravují na koňských povozech či na kolech.
Ostrov je členem organizace International Island Games Association, která pořádá sportovní soutěž Ostrovní hry.